# Hemioplisis fulvilinea
Hemioplisis fulvilinea là một loài bướm đêm trong họ Geometridae.